# 베트남메기
베트남 메기 또는 바사(basa)는 베트남 메콩강 삼각주와 태국 짜오프라야강에 사는 메콩메기과의 동물이다. 미국에서는 베트남 메기의 수입이 늘어나자 미국 정부가 베트남 메기를 메기 대신 바사라고 표시하게 하면서 베트남의 어민들이 피해를 보는 무역 분쟁이 있었다.